# Radiant (Schiff, 1917)
Die HMS Radiant war ein Zerstörer der R-Klasse der Royal Navy. Sie war der zweite von fünf Specials der Werft Thornycroft in Woolston bei Southampton (Thornycroft R-Klasse). Die Bauwerft erwarb den Zerstörer nach Kriegsende zurück und verkaufte ihn im Sommer 1920 an die Thailändische Marine, die das Schiff bis zum Herbst 1920 in die neue Heimat überführte.
Der Zerstörer diente in den folgenden Jahren meist als Schulschiff unter seinem neuen Namen Phra Ruang. Erst im Sommer 1957 wurde der Zerstörer, als letzter Zerstörer der am Ersten Weltkrieg teilgenommen hatte, ausgesondert.

## Geschichte derRadiant
Die Radiant wurde bei John I. Thornycroft & Company in Woolston im Dezember 1915 begonnen, lief am 25. November 1916 vom Stapel und wurde im Februar 1917 fertig gestellt. Beginnend mit Rosalind und den noch folgenden Retriever, Taurus und Teazer lieferte die auf Zerstörer spezialisierte Bauwerft fünf Boote der R-Klasse nach einem eigenen Entwurf zwischen Dezember 1916 und Juli 1917 an die Royal Navy. Nur die zuerst fertiggestellte Rosalind diente in der 13th und 15th Destroyer Flotilla bei der Grand Fleet, während die anderen vier die Kriegszeit bei der 10th Destroyer Flotilla der Harwich Force Dienst taten.
Aufgabe der Flottille war der Schutz des britischen Handels mit den Niederlanden, daneben die Sicherung der anderen Einheiten der Force (3rd Battle Squadron, 5th Light Cruiser Squadron sowie Minenleger), Unterstützung der Kanalsperre bei Dover bei Bedarf, Angriffe auf den deutsch-niederländischen Handelsverkehr auf der Nordsee, Abwehr und Angriffe auf deutsche T- und U-Boote sowie Zeppeline.
Als in der Nacht zum 23. Dezember 1917 Zerstörer der Flottille auf einen Konvoi aus den Niederlanden warteten, geriet die von der Torrent geführte Division der Flottille in ein deutsches Minenfeld. Torrent erlitt einen Minentreffer und die zu Hilfe eilenden Surprise und Tornado weitere. Die drei R-Zerstörer sanken, nur Radiant, das vierte Boot der Division, blieb unbeschädigt. Sie konnte nur zwölf Überlebende der drei gesunkenen Boote retten, auf denen 252 Mann starben.
Bei der Auflösung der 10th DF im März 1919 wurde die Radiant mit sechs weiteren Booten der R-Klasse der 4th Destroyer Flotilla zugeteilt. Diese Flottille wurde im März 1919 neu aufgestellt und sollte neben sechs weiteren die Flotte sichern. Sie sollten über zwei Flottillenführer und fünfzehn Zerstörer verfügen. Die Erst-Ausstattung bildeten die „Leader“ Seymour und Grenville der Parker-Klasse sowie neben der Radiant auch die anderen „Thornycroft specials“ Retriever, Rosalind, Taurus und Teazer sowie die Zerstörer Radstock, Raider, Ready, Redoubt, Restless, Rigorous, Rowena, Sorceress, Sylph, und Tempest der R-Klasse. Die 4th DF begann jedoch sofort mit der Umrüstung auf neu abgelieferte Zerstörer der S-Klasse und Radiant und ihre Schwesterboote wurden der Reserve zugewiesen. Schon im Herbst verfügte die 4th DF neben vierzehn von den Bauwerften übernommenen Zerstörern der S-Klasse nur noch über zwei Boote der R-Klasse.

## Verkauf nach Thailand
Der große Überschuss der Royal Navy an modernen Zerstörern führte nach dem Ersten Weltkrieg nicht zu einer Abgabe derartiger Schiffe in größerer Zahl an befreundete Nationen. Von den großen Dominions erhielt die australische Marine im Januar 1920 den Flottillenführer Anzac sowie fünf Zerstörer der S-Klasse, die die Navy zwar von den Bauwerften abgenommen, aber noch nicht eingesetzt hatte (die sog. „gift fleet“ – geschenkte Flotte). Die kanadische Marine erhielt im September 1920 mit Patrician und Patriot zwei 1916 fertiggestellte Boote der Thornycroft M-Klasse. Beide Marinen tauschten die Zerstörer zwischen den Weltkriegen gegen andere Zerstörer nach Kriegsentwürfen aus.
Thornycroft erwarb Anfang 1920 aus den Navy-Beständen zwei bei der Werft gebaute Schiffe zurück: am 23. Februar die 1912 bis 1914 gebaute Porpoise der Acasta-Klasse, die überholt und nach Brasilien verkauft wurde, wo der Zerstörer als Maranhão erst 1945 ausgesondert wurde und am 21. Juni die Radiant, die in Thailand ebenfalls alle britischen Schwesterschiffe überlebte und erst 1957 ausgesondert wurde. Beide Zerstörer blieben Einzelschiffe in ihren Marinen. Weitere Abgaben von Zerstörern an andere Marinen erfolgten nicht.
Thornycroft verkaufte den Zerstörer im September 1920 an Siam, wo er den Namen Phra Ruang nach einem sagenhaften König erhielt. Der Ankauf des Schiffes soll von König Vajiravudh (Rama VI.) und anderen Mitgliedern des Hofes finanziert worden sein. Der Prinz und Admiral Abhakorn Kiartiwongse, in England zum Seeoffizier ausgebildet und ein Halbbruder des Königs, verhandelte den Kauf in Großbritannien und befehligte den Zerstörer auf der Überführungsfahrt nach Thailand, der bis zum Eintreffen der in Großbritannien bestellten Panzer-Kanonenboote der Ratanakosindra-Klasse das größte und noch länger das schnellste Schiff des Königreichs Siam war. Die Marine verfügte bis dahin über zwei in Japan gebaute Zerstörer von unter 400 ts. Thornycroft konnte als Folgeauftrag 1922/23 noch den Minensucher Havant der Hunt-Klasse nach Siam verkaufen, der dort als Kanonenboot Chow Phraya eingesetzt wurde. Die Phra Ruang blieb bis 1957 im Dienst der thailändischen Marine. Damit wurde der Zerstörer das am längsten überlebende Boot der R-Klasse. Die Reste des noch lange Zeit als Hulk vorhandenen Zerstörers sollen in einem Schrein zu Ehren des als Heiligen verehrten Prinzen Abhakorn Kiartiwongse verbaut worden sein.